# Azusa Downtown (Metro de Los Ángeles)
Azusa Downtown es una estación en la línea A del Metro de Los Ángeles y es administrada por la Autoridad de Transporte Metropolitano del Condado de Los Ángeles. La estación se encuentra localizada en Azusa, California.

## Servicios
- Foothill Transit: 185, 187, 188, 280